# یوشینوری یشیگامی
یوشینوری یشیگامی (به انگلیسی: Yoshinori Ishigami) بازیکن فوتبال اهل ژاپن و عضو تیم ملی فوتبال ژاپن است که در تاریخ ۳۰ سپتامبر ۱۹۸۴ میلادی اولین بازی ملی‌اش را انجام داد. او در ۱۲ بازی ملی حضور داشت و آخرین بازی ملی خود را در تاریخ ۲۴ سپتامبر ۱۹۸۶ میلادی انجام داد. یوشینوری یشیگامی در بازی‌های ملی‌اش
گلی به ثمر نرساند.